# Gestalttherapieforschung
Die Gestalttherapieforschung betrifft Untersuchungen (experimentelle und statistische Studien, Fallstudien u. a.) zur Wirksamkeit der Gestalttherapie als Psychotherapie. Sie ist Teil der allgemeinen Psychotherapieforschung.

## Forschungsergebnisse zur Wirksamkeit der Gestalttherapie
Es gibt unterschiedliche Studien, die eine Wirksamkeit der Gestalttherapie für die Verbesserung der Symptomatik affektiver Störungen, wie Depressionen, Ängste, Phobien zeigen. Ebenso konnte eine positive Wirkung bezüglich Persönlichkeitsstörungen, sowohl im stationären, als auch ambulanten Setting gezeigt werden. Weiterhin konnte eine positive Wirkung für Patienten mit psychosomatischen und funktionellen Störungen gezeigt werden. Auch konnte gestalttherapeutische Intervention in der relativ kurzen Zeit von 20 Wochen eine Verbesserung traumabezogener und allgemeiner Symptomatik bei Erwachsenen, die in der Kindheit misshandelt und missbraucht wurden, nachgewiesen werden. Sehr gute Ergebnisse wurden bei der gestalttherapeutischen Intervention bei Erziehungsschwierigkeiten gezeigt. Unklarer sind Ergebnisse zur stationären Behandlung von Substanzmissbrauch. Hier konnten zwar mit einer Abstinenzrate von 70 Prozent nach neun Jahren gute Erfolge erzielt werden, es ist jedoch unklar, zu welchen Anteilen das stationäre, milieuferne Setting an sich und die Sozial- und Arbeitstherapie einen Anteil daran hatten.
In zwei umfangreichen katamnestischen Studien, einmal an 431 ambulant behandelten Patienten und einmal an 800 stationär behandelten Patienten, die zwischen 10 und 190 Wochen gestalttherapeutisch behandelt wurden und zu 2/3 unter affektiven Störungen litten, zeigte sich folgendes Ergebnis:
- 63 Prozent der Patienten gaben in der Nachuntersuchung an, ihre Therapieziele erreicht zu haben.
- 83 Prozent der Patienten gaben an, dass sich ihre ursprüngliche Symptomatik verringert hatte und
- 73 Prozent gaben eine mittlere bis starke Verringerung der Symptomatik an.
- 4 Prozent der Patienten gaben keine positive Veränderung klinischer Symptome an,
- 5 Prozent gaben eine Verschlechterung der Symptome an.

90 Prozent aller Patienten berichteten, dass sie durch die Gestalttherapie gelernt hätten, wie sie mit wieder auftretenden Symptomen erfolgreich umgehen könnten. Die Hälfte der Patienten, die zum Zeitpunkt der Therapie Psychopharmaka einnahmen, hatten diese zum Zeitpunkt der Katamnese abgesetzt. 76 Prozent der Patienten, die Tranquilizer eingenommen hatten, hatten diese zum Zeitpunkt der Katamnese abgesetzt.
Klaus Grawe, Ruth Donati und Friederike Bernauer (1994, S. 115) gehen davon aus, dass Gestalttherapie signifikant positive Ergebnisse in einem weiten Veränderungsspektrum bei klinisch relevanten Störungen hat. Die Autoren merken auch an, dass es nicht ausgeschlossen sei, dass diese Effekte nicht auch auf andere, als die gestalttherapeutische Intervention zurückgehen.
Leslie S. Greenberg führte in über 25 Jahren über 20 Studien zur Wirksamkeit der Gestalttherapie durch.  „Die Bedeutung der erfahrungsaktivierenden Kraft von gestalttherapeutischen Interventionstypen für den Heilungsprozess konnte Greenberg auch über größere Zeiträume, ganze Therapien und katamnesische Nacherhebungen nachweisen.“
In einer neueren Untersuchung (2013) der humanistischen Psychotherapieverfahren in den USA liegen die humanistischen Therapieverfahren insgesamt punktgleich in Bezug auf die Effektstärke mit der Kognitiven Verhaltenstherapie. Die kleinere Gruppe Gestalttherapie/Emotionsfokussierte Therapie nach Leslie S. Greenberg schneidet im Vergleich mit der Kognitiven Verhaltenstherapie statistisch sogar eindeutig besser ab.

## Evidenzbasierung in der Gestalttherapie-Forschung
Generell kritisch zu diskutieren ist die Validität der erhobenen Daten in allen Psychotherapiestudien. Einige Probleme tauchen in jeder Therapiestudie auf, unabhängig vom untersuchten Therapieansatz. So werden Studien mit unzureichender Wirksamkeit vermutlich meist nicht veröffentlicht. So ist das Bild über einzelne Therapieansätze, sowie über die Therapielandschaft an sich verzerrt, ohne dass erkennbar ist, in welcher Quantität und Qualität einzelne Therapieansätze verzerrt dargestellt werden.
Ein ähnliches Problem ergibt sich bei katamnestischen Studien und solchen Studien, die vor und/oder während, sowie nach der Therapie evaluieren. Hier können oft nicht alle Klienten einer Behandlungsgruppe erreicht werden und es ist anzunehmen, dass besonders die Klienten, die unzufrieden mit dem Therapieerfolg sind zu denen gehören, die aus den Daten der Katamnese herausfallen. Weiterhin problematisch dürfte sein, dass Therapeuten einer bestimmten Schule meist Studien zu ihrer eigenen Schule anfertigen und damit bei Vergleichen ein Bias vorliegt. Dieses Problem liegt auch bei der viel zitierten und auch hier verwendeten Analyse von Grawe, Donati und Bernauer von 1994 vor. Wenngleich die Analyse ein durchaus differenziertes, nachvollziehbares Bild aller untersuchten Therapierichtungen zeichnet, so spiegeln sich die Präferenzen des Autorenteams für kurze, konkret zielorientierte Interventionen wider, die eben mit der Verhaltenstherapie am ehesten realisiert werden. Kognitiv-behaviorale Ansätze sind nach dieser Maßgabe am effektivsten. Die Frage, ob es das einzige Maß ist, kann im Raum stehen bleiben.
Für die Gestalttherapie ergibt sich ein weiteres Problem. Im Gegensatz zur Psychoanalyse und der Verhaltenstherapie, begründete und definierte sich die Gestalttherapie ursprünglich nicht aus sich selbst heraus, sondern in Abgrenzung zu den beiden anderen Hauptrichtungen, insbesondere zur Psychoanalyse.
Ebenso könnte die methodische Vielfalt in Hinblick auf Validität zum Stolperstein werden. In den von Uwe Strümpfel 2006 verglichenen Studien zur Gestalttherapie zeigt sich dies darin, dass in unterschiedlichen Studien abweichende Therapiekonzepte untersucht wurden, die wahrscheinlich nicht ohne weiteres miteinander vergleichbar sind, da diverse Faktoren, die das Ergebnis verzerren können, wie Strümpfel 2006, S. 261 selbst schreibt, hochvariabel waren. Die Therapiedauer variierte von 2 Stunden bis 2 Jahre, das Setting war je nach Studie ambulant, stationär, multimodal, Einzel- oder Gruppentherapie, Therapieprogramm, Wochenendmarathon, wöchentliche Sitzungen oder niederfrequenter. Das zu behandelnde Problem reichte von konkreten Entscheidungsfindungsproblemen bis hin zu schweren psychiatrischen Erkrankungen. Entsprechend variierte auch die Bezeichnung dessen, was man untersucht hatte und letztlich doch unter Gestalttherapie verbuchte, dies ohne nähere Erläuterung des Verfahrens. Neben Therapien, die unter dem Begriff Gestalttherapie liefen wurden Programme mit Gestalt-Elementen, erlebnisorientierte und experientielle Therapie, sowie teilweise Verfahren untersucht, die unkonkret als humanistisch bezeichnet wurden. Die begriffliche, definitorische und klinische Unschärfe dürfte die Bestimmung und Operationalisierbarkeit der einzelnen Variablen, sowie die Vergleichbarkeit der Studien schwieriger machen und sich damit auf die Validität niederschlagen.
Denn Wirksamkeit in diesem Zusammenhang heißt, „die mehrfach replizierte statistisch signifikante Besserung ganzer Behandlungsgruppen.“ Schwierigkeiten mit Validität und Operationalisierbarkeit schränken jedoch statistische Signifikanz und Replizierbarkeit ein.
Aus der Sicht des Jahres 2014 ist festzustellen, dass die Zahl der Untersuchungen und Daten zur Wirksamkeit der Gestalttherapie und der humanistischen Psychotherapieverfahren insgesamt deutlich gestiegen ist; so dass Hartmann-Kottek davon ausgeht, dass die Gestalttherapie inzwischen "international als ein evidenzbasiertes Psychotherapieverfahren anerkannt" wird.

## Gestalttherapie in der Studie von Grawe, Donati und Bernauer von 1994
1994 schätzten Grawe, Donati und Bernauer (S. 116) die Lage klinischer Forschung zur Gestalttherapie als unzureichend ein, um eine zuverlässige Aussage über die Wirksamkeit treffen zu können. Zu beachten ist allerdings, dass diese Studie aus dem Jahre 1994 zeitlich inzwischen schon weit zurückliegt, und nicht mehr dem aktuellen Stand entspricht. Zum Vergleich müssen u. a. auch die bereits erwähnten Studien von Strümpfel und die Arbeiten von Greenberg herangezogen werden.
Der wissenschaftliche Anschluss und die klinische Forschung weisen nach Grawe et al. 1994 noch einen großen Abstand zu den kognitiv-behavioralen Therapien, der psychoanalytischen Therapie und der Gesprächstherapie auf (S. 118, ebd.). Die Autoren geben allerdings die Einschätzung ab, dass sich Gestalttherapie bei weiterer Forschung als breit wirksam erweisen könnte.
Im Vergleich zu zwei anderen in der Meta-Analyse der Autoren untersuchten humanistischen Verfahren, der Transaktionsanalyse und dem Psychodrama, erreichte die Gestalttherapie ein breiteres Wirkungsspektrum und eine zuverlässigere Wirksamkeit (S. 116, ebd.). Sowohl der Gestalttherapie, als auch der Gesprächspsychotherapie bescheinigen die Autoren ein breites Wirkspektrum über die primäre Symptomatik hinaus (S. 719, ebd.). In diesem Bereich ist, laut Grawes Analyse, die Gestalttherapie der analytischen Therapie überlegen.
Die Autoren Grawe, Donati und Bernauer, 1994, S. 714 ff. haben kognitiv-behaviorale Therapie, psychoanalytische Therapie und Gesprächspsychotherapie einem direkten statistischen Vergleich bezüglich der Effektstärke unterzogen. Die Gesprächspsychotherapie wurde als einziges humanistisches Verfahren in den Vergleich aufgenommen, da nur Therapieformen miteinander verglichen werden sollten, zu denen es ausreichend Datenmaterial gibt, was zu dem Zeitpunkt für die Gestalttherapie nicht der Fall war. Sie kamen zu dem Ergebnis, dass die kognitiv-behaviorale Therapie der analytischen Therapie und der Gesprächspsychotherapie in ihrer Wirkung überlegen sei.
Die Überlegenheit der kognitiv-behavioralen Verfahren gegenüber der Gesprächspsychotherapie ließe sich damit begründen, dass dieses Verfahren, aufgrund ihrer nicht-direktiven Philosophie eher für Klienten indiziert ist, die Fähigkeit und Motivation mitbringen, sich relativ selbstbestimmt mit ihren Schwierigkeiten auseinanderzusetzen. Hinzu käme, ihrer Auffassung nach, das wenig störungsspezifische Vorgehen der Gesprächspsychotherapie, im Gegensatz zu den differenzierten störungsspezifischen Ansätzen der Verhaltenstherapie.
Dies dürfte aufgrund der Natur psychischer Störungen jedoch nur eine kleine Gruppe von Klienten sein.
Weiterhin behaupteten die Autoren, dass für die Gestalttherapie empirisch fundierte Aussagen über die Patientengruppen für die diese Therapieform geeignet ist und für die sie weniger geeignet ist, nicht möglich sind (S. 115, ebd.). Aufgrund der Orientierung der Gestalttherapie an Wachstum und Selbstverwirklichung des Klienten könnte vermutet werden, dass Ähnliches wie für die Gesprächspsychotherapie, auch für die Gestalttherapie gilt. Nämlich dass sie für Klienten indiziert sind, die weniger negativ durch konkreten Leidensdruck an Symptome zu einer Therapie motiviert sind, sondern durch den Wunsch in ihrer Persönlichkeit zu reifen und zu wachsen. Oder aber, dass die Gestalttherapie im Rahmen einer multimodalen Therapie zusammen mit anderen Therapien zur (Nach)reifung schwerer gestörter Klienten beiträgt.
Zwanzig Jahre nach der Studie von Grawe et al. lassen sich diese Annahmen über die Gestalttherapie und die Verfahren der Humanistischen Psychotherapie nicht mehr aufrechterhalten, da inzwischen eine Fülle von Untersuchungen und Daten für diese Psychotherapieformen zur Verfügung stehen.

## Weiterführende Literatur
- Stefan Blankertz, Erhard Doubrawa: Lexikon der Gestalttherapie. Hammer, Wuppertal 2005, ISBN 3-7795-0018-3
- Reinhard Fuhr u. a. (Hrsg.): Handbuch der Gestalttherapie. Hogrefe, Göttingen 1999, ISBN 3-8017-1286-9
- Hans Peter Dreitzel (u. Mitarb. v. Brigitte Stelzer): Gestalt und Prozess. Eine psychotherapeutische Diagnostik oder: Der gesunde Mensch hat wenig Charakter. EHP, Bergisch Gladbach 2004, ISBN 3-89797-031-7
- Lotte Hartmann-Kottek: Gestalttherapie. Springer, 2. erweiterte Auflage, Berlin 2008, ISBN 3-540-75743-0
- Lotte Hartmann-Kottek: Wissenschaftliche Ergänzungsdaten zur Gestalttherapie, in: Hartmann-Kottek, L. (Hrsg.): Gestalttherapie – Faszination und Wirksamkeit, Gießen 2014, Psychosozial-Verlag, ISBN 978-3-8379-2380-3, S. 349–351.
- Markus Hochgerner (Hrsg.): Gestalttherapie. Facultas, Wien 2004, ISBN 3-85076-643-8
- Erving und Miriam Polster: Gestalttherapie. Theorie und Praxis der integrativen Gestalttherapie. Hammer, Wuppertal 2001, ISBN 3-87294-872-5
- Uwe Strümpfel: Therapie der Gefühle. Forschungsbefunde zur Gestalttherapie. EHP, Köln 2006, ISBN 3-89797-015-5.
- Grawe, Klaus; Donati Ruth; Bernauer, Friederike: Psychotherapie im Wandel. Von der Konfession zur Profession. 3. Aufl. Hogrefe. Göttingen 1994, ISBN 3-8017-0481-5
- N. Gegenfurtner, R. Fresser-Kuby (Hrsg.): Emotionen im Fokus. Gestalttherapeuten im Dialog mit Leslie Greenberg. Edition Humanistische Psychologie EHP 2006, ISBN 978-3-89797-900-0.
- Validating Gestalt. An Interview with Researcher, Writer, and Psychotherapist Leslie Greenberg by Leslie Greenberg and Philip Brownell; in: Gestalt!, 1/1997, (online).
- U. Grillmeier-Rehder, H.E. Jedliczka & G. Stemberger: Sind Gestalttheoretische Psychotherapie und Integrative Gestalttherapie wirksam? In: Phänomenal 1(1) 2009, S. 30–32, (online)